# Петерсон, Агнесса Оскаровна
Агнесса Оскаровна Петерсон (род. 9 сентября 1936) — советская и российская театральная актриса, заслуженная артистка РСФСР.

## Биография
Агнесса Петерсон родилась 9 сентября 1936 года. В 1960 году окончила театральное училище им. Б. В. Щукина (курс В. К. Львовой) и в том же году была принята в труппу театра им. Евг. Вахтангова.

## Награды
- Медаль ордена «За заслуги перед Отечеством» II степени (10 сентября 2021) — за большой вклад в развитие отечественной культуры и искусства, многолетнюю плодотворную деятельность[1].
- Заслуженная артистка РСФСР (1991).

## Творчество

### Работы в театре
- 1960 — «Пьеса без названия» А. П. Чехов — Софья
- 1960 — «Дамы и гусары» А.Фредро— служанка Фрузя
- 1960 — «Гибель богов» А.Софронов — Посетителтница ресторана
- 1960 — «Идиот» Ф. М. Достоевский — Гостья, Александра, Аделаида
- 1961 — «Стряпуха замужем» А.Софронов — Официантка
- 1962 — «Живой труп» Л. Н. Толстой — Цыганка в хоре, Саша
- 1962 — «Потерянный сын» А.Арбузов — Наташа
- 1962 — «История одной семьи» Л.Кручковский — Марика
- 1963 — «Принцесса Турандот» К.Гоцци — Рабыня
- 1965 — «Западня» Э.Золя — Виржини
- 1967 — «Виринея» Л.Сейфуллина — Баба
- 1967 — «Золушка» Е.Шварц — Фея
- 1967 — «Конармия» И.Бабель — Настя
- 1968 — «Дети солнца» М.Горький — Лиза
- 1970 — «Человек с ружьем» Н.Погодин — Машинистка
- 1972 — «Молодость театра» А.Гладков — Лиля
- 1973 — «Ситуация» В.Розов — Галина
- 1973 — «Женщина за зелёной дверью» Р.Ибрагимбеков — Гостья
- 1973 — «Мещанин во дворянстве» Ж. Б. Мольер — Доримена
- 1974 — «Из жизни деловой женщины» А.Гребнев — Тамара Александровна
- 1975 — «Господа Глембаи» М.Крлежа — Ангелика
- 1978 — «Чем люди живы» Г.Бакланов — Елена
- 1978 — «Дела давно минувших дней» Н. В. Гоголь — Молодая дама
- 1980 — «Ричард III» У.Шекспир — Королева Маргарита
- 1981 — «Мистерия-Буфф» В.Маяковский — Француженка
- 1981 — «Праздник примирения» Г.Гауптман — Августа
- 1983 — «Будьте здоровы» П.Шено — Люси Мерикур
- 1985 — «Женщины» А.Шагинян — Таисия
- 1991 — «Мартовские иды» Т.Уайльдер — Сервилия
- 1991 — «Государь ты наш, батюшка» Ф.Горенштейн — Царица Евдокия
- 1996 — «Пиковая дама» А. С. Пушкин — Вторая старая горничная
- 1998 — «Чудо святого Антония» М.Метерлинк — Матильда
- 2000 — «Земля обетованная» С.Моэм — Агнес Прингл
- 2001 — «Ночь игуаны» Т.Уильямс — фрау Фаренкопф
- 2003 — "Эквус" П.Шеффер — Дора (театр "Драм-Антре", режиссёр — Александр Вартанов)
- 2005 — «Дон Жуан и Сганарель» Ж. Б. Мольер — госпожа Гусман
- 2006 — «Всюду деньги, деньги, деньги…» А. Н. Островский — Наталья Николаевна Круглова
- 2008 — «Последние луны» Г.Мюллер — обитательница пансиона
- 2011 — «Принцесса Ивонна» В.Гомбрович — тётушка Ивонны
- 2011 — «Пристань» («Визит дамы») Ф.Дюрренматт — Жительница Гюллена
- 2011 — «Прощальные гастроли» Ю.Эдлис — Гаранина
- 2012 — «Обычное дело» Р.Куни — Мамаша
- 2014 — «Улыбнись нам, Господи» Г.Канович — Жительница местечка Мишкине
- 2015 — «Минетти» Т.Бернхард — Супруга
- 2017 — «Вечер шутов» — Агнетта, прима
- 2019 — «Баба Шанель» Н.Коляда — Сара Абрамовна
- 2021 — «Театр» С.Моэм — Жанна Тэбу

### Фильмография
- 1959 — Подводные рифы (Veealused karid, Таллинфильм) — Рийна
- 1964 — Жили-были старик со старухой — эпизод
- 1965 — Лёгкая рука (Супернова, Таллинская киностудия) — Илона
- 1968 — Судьба играет человеком — Люда, секретарь Коли, его возлюбленная
- 1970 — Драма на охоте — дама на свадьбе
- 1971 — Тысяча душ — Полина
- 1972 — Западня
- 1976 — Дамы и гусары — Фрузя
- 1976 — Доктор философии — Госпожа Протич
- 1977 — Ситуация — Галина
- 1982 — Мистерия Буфф — француженка
- 1985 — Будьте здоровы — Люси Мерикур
- 1994 — Мартовские иды — Сервилия

### Радиопостановки
- Шено Пьер «Будьте здоровы»
- Фредо Александр «Дамы и гусары»
- Нушич Бранислав «Доктор философии»